# Irene Sandiford-Garner
Irene Sandiford-Garner (sinh ngày 4 tháng 8 năm 1961) là một chính trị gia, nhà báo, nữ doanh nhân và nhà hoạt động người Barbados, là thành viên của Đảng Lao động Dân chủ và đại biểu quốc gia cho Ủy ban Phụ nữ Liên Mỹ.

## Cuộc sống ban đầu và giáo dục
Sandiford-Garner được sinh ra ở Vương quốc Anh và chuyển đến Barbados khi 8 tuổi. Bà lớn lên tại Giáo xứ Saint Andrew, và được giáo dục tại Trường tiểu học nữ St. Andrew, Đại học Queen, Cao đẳng Cộng đồng Barbados và Đại học West Indies tại Khu học xá Cave Hill. Bà cũng nhận được học bổng của một chủ nhân trước đó, Công ty Xuất bản Quốc gia, để học tại Hoa Kỳ tại Đại học Khối thịnh vượng Virginia ở Richmond.

## Sự nghiệp
Sandiford-Garner đã được trích dẫn là nữ nhà báo Barbadian đầu tiên đến Grenada sau khi Mỹ can thiệp vào năm 1983. Từ năm 1995 đến 2006, Sandiford-Garner làm giám đốc tiếp thị cho công đoàn tín dụng lớn nhất của Barbados, nơi bà chịu trách nhiệm ra mắt họ ở Mỹ, một năm sau khi bà làm việc với họ.
Sau một sự nghiệp trong ngành báo chí và tiếp thị, Sandiford-Garner gia nhập Đảng Lao động Dân chủ. Từ tháng 2 năm 2008, bà là thượng nghị sĩ và Thư ký Nghị viện của Bộ Văn hóa và Phát triển Cộng đồng, và kể từ tháng 8 năm 2008, bà là đại biểu quốc gia của Ủy ban Phụ nữ Liên Mỹ. Bà cũng đã tham gia vào Hội nghị Phụ nữ của Hội thánh Đức Chúa Trời lần thứ 25, các hội thảo UNIFEM khác nhau trên khắp vùng Caribbean và là diễn giả nổi bật cho Hội nghị chuyên đề Ngày Quốc tế Phụ nữ 2009, do Tổ chức Phụ nữ Quốc gia (NOW) tổ chức.

## Cuộc sống cá nhân
Sandiford-Garner kết hôn với Granville Garner và có hai con trai, Fidel và Malcolm. Cặp đôi này sở hữu một tiệm giặt ủi và một công ty quản lý giải trí.